# Валериус, Берта
Аурора Валерия Альбертина Валериус (швед. Aurora Valeria Albertina Valerius), также известная как Берта (швед. Bertha; 21 января 1824 — 24 марта 1895) — шведская художница и фотограф.

## Биография
Берта Валериус родилась в семье канцлера Йохана Давида Валериуса, члена Шведской академии, и Кристины Ауроры Ингелль. Её сестрой была певица и художница баронесса Аделаида Леухусен.
Начиная с 1849 года, она обучалась в Королевской академии свободных искусств Швеции и получила стипендию для обучения в Дюссельдорфе, Дрездене и Париже. После своего возвращения она начала свою карьеру в качестве художницы-портретистки. В 1853 и 1856 годах она участвовала в выставках в Академии художеств. Позднее она получила возможность сопровождать свою сестру Аделаиду Леухусен и оперную певицу Кристину Нильссон в Париж, выступая в качестве её компаньонки. Во время своего второго пребывания в Париже она заинтересовалась фотографией и, вернувшись в 1862 году на родину, открыла собственную студию в Стокгольме. Вскоре она стала одним из самых известных фотографов Стокгольма.
В 1864 году она была назначена официальным портретистом при королевском дворе Швеции и изготовила 120 визитных карточек для королевской семьи. На выставке в Кунгстрэдгордене в 1866 году она была награждена почётным дипломом. С 1868 по 1872 год её студия находилась в отеле де ла Круа в Норрмальме. Примерно в 1880 году она отошла от неё и посвятила себя портретной живописи. Студию приняла на себя её коллега, фотограф Сельма Якобссон, которая также была назначена королевским фотографом в 1899 году.
На одном из её самых популярных и часто воспроизводимых изображений представлен Иисус в качестве просителя в часовне Эдельвейс. Берта Валериус принимала участие во многих благотворительных делах и, хотя и не была богатой, пожертвовала более 150 000 шведских крон нуждающимся в течение всей своей карьеры.
Ныне её работы хранятся в Королевской академии, библиотеке Уппсальского университета, Шведской королевской академии наук и музее Линчёпинга.